# Francisco José Vicente Garcia Diego y Moreno
Francisco José Vicente Garcia Diego y Moreno (Lagos, 17 settembre 1785 – Santa Barbara, 30 aprile 1846) è stato un vescovo cattolico messicano.

## Biografia
Monsignor Francisco José Vicente Garcia Diego y Moreno nacque a Lagos il 17 settembre 1785.

### Formazione e ministero sacerdotale
Nel 1801 ricevette l'abito francescano nel collegio missionario di Guadalupe e il 21 dicembre dell'anno successivo emise i voti perpetui. Il 13 novembre 1808 fu ordinato diacono a Monterrey e il giorno successivo presbitero. Per i successivi venti anni padre Diego fu prevalentemente occupato nelle missioni di predicazione e in questo periodo compilò un piccolo lavoro, il Metodo de Missionario. Dal 1816 al 1819 fu maestro dei novizi e dal 1822 al febbraio del 1832 superiore del collegio missionario.
Il governo messicano, che aveva deciso di espellere tutti i frati spagnoli dall'Alta California, nell'aprile del 1832 chiese al collegio di inviare undici francescani messicani in California. Padre Diego partì come commissario. Arrivarono a Cabo San Lucas nel settembre del 1832 e a Monterey nel febbraio del 1833. I frati si occuparono delle missioni da San Antonio a Sonoma. Il 6 marzo padre Diego scelse di operare presso la missione di Santa Clara.

### Ministero episcopale

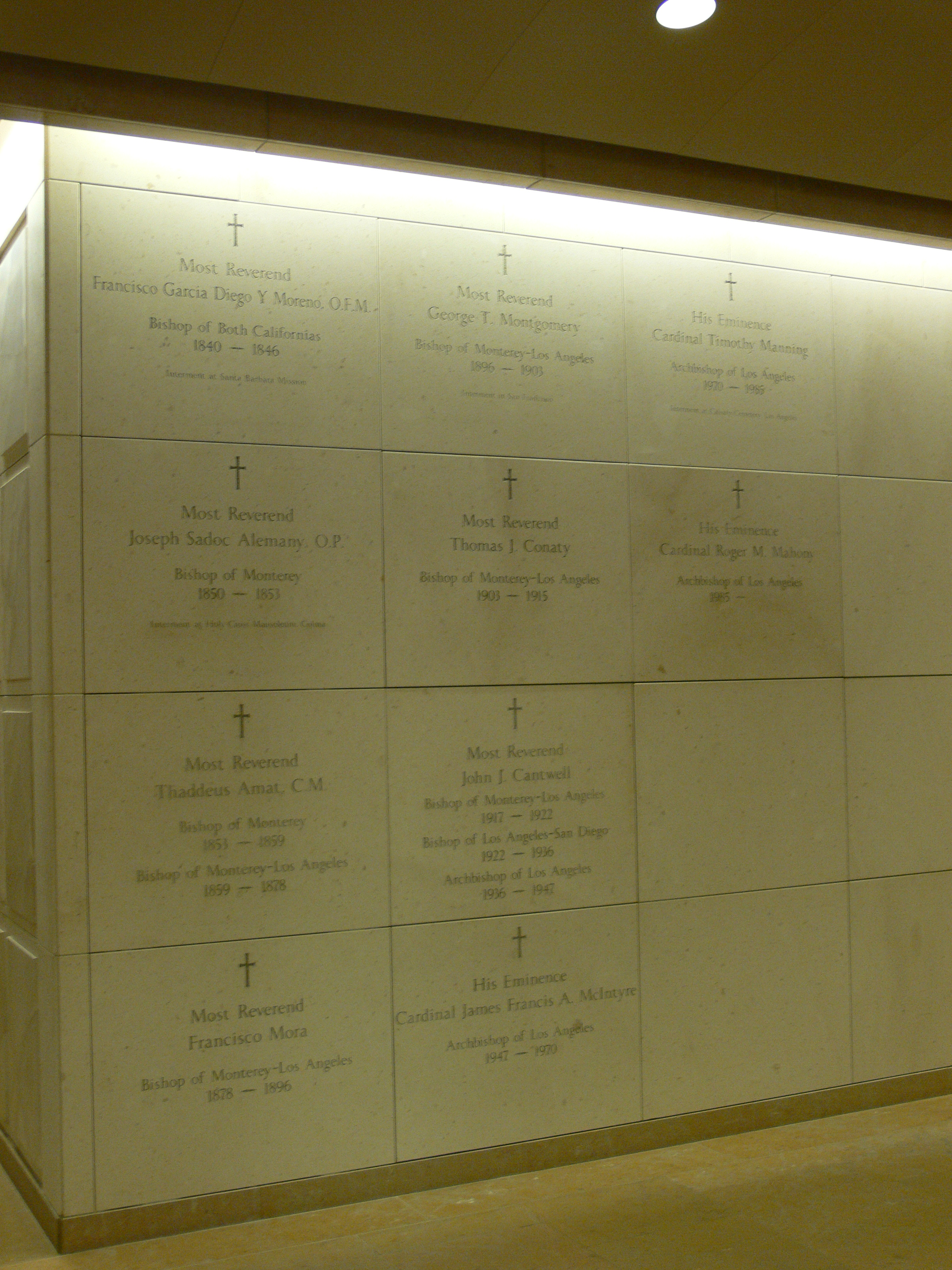
Cenotafio di monsignor Garcia Diego y Moreno nella cripta-mausoleo della cattedrale di Nostra Signora degli Angeli a Los Angeles.

Rimase a Santa Clara fino alla fine del 1835 quando visitò il Messico per indurre il governo a chiedere un vescovo per le esigenze della Chiesa in California. Il 19 settembre 1836 il governo messicano decise di chiedere al papa la creazione di una diocesi in California e il Congresso stabilì di pagare al nuovo vescovo uno stipendio annuo di 6000 dollari fino a che la diocesi non avesse un reddito sufficiente. Dei tre candidati proposti dal capitolo metropolitano il 22 giugno 1839, il governo messicano il 6 aprile 1840 raccomandò padre Francisco Garcia Diego.
Il 27 aprile 1840 papa Gregorio XVI eresse la diocesi della California ricavandone il territorio da quella di Sonora e nominò padre Francisco José Vicente Garcia Diego y Moreno primo vescovo dell'Alta e della Bassa California con sede nella missione di San Diego de Alcalá, presso l'odierna San Diego. Ricevette l'ordinazione episcopale il 4 ottobre successivo nella chiesa francescana di Guadalupe dal vescovo titolare di Resaina Antonio María de Jesús Campos Moreno, coconsacranti il vescovo di Linares o Nueva León José María de Jesús Belaunzarán y Ureña e il vescovo titolare di Tanagra Joaquín Fernández de Madrid y Canal. L'11 dicembre 1841 sbarcò a San Diego. A causa della povertà del luogo, l'11 gennaio 1842 trasferì la sua residenza nella missione di Santa Barbara. Quando arrivò, vi erano solamente diciassette padri francescani, prevalentemente vecchi e infermi, responsabili di una ventina di missioni indiane secolarizzate e di sei città spagnole. Il vescovo cominciò a fare grandi progetti, mosso dal desiderio di promuovere il benessere della Chiesa nel suo territorio.
Il governo messicano lo incoraggiò concedendogli uno stipendio fisso e gli affidò la gestione del Pio Fondo delle Californie. Tuttavia, nel febbraio del 1842, il presidente Antonio López de Santa Anna confiscò le proprietà del Fondo. Il vescovo non ricevette alcun aiuto e dovette dipendere dai contributi dei pochi coloni bianchi del territorio. Molti di loro rifiutarono tuttavia di pagare le decime che aveva ritenuto necessario imporre. Nonostante ciò monsignor Garcia Diego y Moreno aprì il primo seminario sulla costa del Pacifico presso l'ex missione di Santa Inés, a circa quindici miglia dall'oceano e a quarantacinque miglia da Santa Barbara. Fece una prima visita di tutte le chiese della diocesi e in alcuni luoghi riuscì ad andare anche una seconda volta.
Logorato dalle difficoltà e scoraggiato dalle condizioni deplorevoli a cui non poteva rimediare, morì a Santa Barbara il 30 aprile 1846 e fu sepolto nella vecchia missione di Santa Barbara. È ricordato anche da un cenotafio nella cripta-mausoleo della cattedrale di Nostra Signora degli Angeli a Los Angeles.
Gli è intitolata la Bishop Garcia Diego High School di Santa Barbara.

## Genealogia episcopale
La genealogia episcopale è:
- Cardinale Scipione Rebiba
- Cardinale Giulio Antonio Santori
- Cardinale Girolamo Bernerio, O.P.
- Arcivescovo Galeazzo Sanvitale
- Cardinale Ludovico Ludovisi
- Cardinale Luigi Caetani
- Cardinale Ulderico Carpegna
- Cardinale Paluzzo Paluzzi Altieri degli Albertoni
- Papa Benedetto XIII
- Papa Benedetto XIV
- Papa Clemente XIII
- Cardinale Marcantonio Colonna
- Cardinale Giacinto Sigismondo Gerdil, B.
- Cardinale Giulio Maria della Somaglia
- Cardinale Carlo Odescalchi, S.I.
- Vescovo Francisco Pablo Vásquez Bizcaíno (y Sánchez)
- Vescovo José María de Jesús Belaunzarán y Ureña, O.F.M. Ref.
- Vescovo Antonio María de Jesús Campos Moreno
- Vescovo Francisco José Vicente Garcia Diego y Moreno, O.F.M.Obs.